# Аветисян Самвел Хачатурович
Самвел Хачатурович Аветисян (вірм. Սամվել Խաչատուրի Ավետիսյան; 8 (22) жовтня 1902, село Каладжух Єлизаветпольської губернії Російської імперії — дата і місце смерті не встановлені) — вірменський радянський організатор і передовик сільськогосподарського виробництва. Герой Соціалістичної Праці (1948).

## Біографія
Самвел Хачатурович Аветисян народився 8 (22) жовтня 1902 року в селі Каладжух Єлизаветпольської губернії Російської імперії (нині — село Сарнакунк в Сюнікської області Республіки Вірменія) в бідній родині сільського робітника.
Після встановлення Радянської влади у Вірменії Самвел Аветисян призваний до лав Робітничо-селянської Червоної армії і проходив військову службу. В 1931 році вступив до лав ВКП(б)/КПРС. У тому ж році Аветисян перейшов на роботу в колгосп «Авангард» села Борисівка (нині — село Цхук в Сюникської області Вірменії) Сисианського району Вірменської РСР в якості завідувача скотарської фермою колгоспу. У 1937 році обраний головою правління колгоспу «Авангард» і займав цю посаду до 1941 року. У 1941 році він призваний до лав Червоної армії, звідки демобілізувався в 1942 році.
У 1942 році Самвел Аветисян знову призначений головою правління колгоспу «Авангард» Сисианського району Вірменської РСР. В якості голови Аветисян направив свої зусилля на підвищення врожайності сільськогосподарських культур і продуктивності скотарства. Під його керівництвом в колгоспі щорічно перевиконувалися намічені плани. У 1944 році за одержання високих врожаїв зернових культур голова колгоспу Аветисян нагороджений орденом Леніна. За ініціативою Аветисяна в колгоспі затверджені нові норми, ніж обумовлено підвищення ефективності виробництва. Село Борисівка, на території якого розташовувався колгосп «Авангард», знаходиться в суворих кліматичних умовах. Посіву зернових культур у травні 1947 року заважав сніговий покрив. Для вирішення цієї проблеми колгоспники кропили поля шматками вугілля, крім того вони вели ефективну боротьбу проти бур'янистих рослин. До 1947 році в колгоспі з кожного гектара на загальній території 659 гектарів план врожайності перевиконаний на 4 центнери. Під керівництвом Аветисяна з відокремленої площі 48 га було отримано 37,6 центнери врожаю пшениці — це був найвищий результат у Вірменській РСР.
Указом Президії Верховної Ради СРСР від 4 травня 1948 року за одержання високого врожаю пшениці при виконанні колгоспами обов'язкових поставок і натуроплати за роботу МТС в 1947 році і забезпеченості насінням зернових культур для весняної сівби 1948 року Самвелу Хачатуровичу Аветисяну присвоєно звання Героя Соціалістичної Праці з врученням ордена Леніна і золотої медалі «Серп і Молот».
У 1952 році Самвел Аветисян спрямований на річні курси з перепідготовки голів колгоспів. Після проходження курсів у 1953 році Аветисян був призначений головою колгоспу села Базарчай (нині — село Горайк в Сюникской області Вірменії) Сисианского району Вірменської РСР. На цій посаді залишився до розформування колгоспу в 1957 році. З 1958 року Аветисян був головою виконкому сільради села Базарчай. У 1962 році вийшов на пенсію.
Самвел Хачатурович Аветисян також вів активну громадську роботу. Обирався депутатом Верховної Ради Вірменської РСР II—III скликань.

## Нагороди
- Герой Соціалістичної Праці (Указ Президії Верховної Ради СРСР від 4 травня 1948 року, орден Леніна і медаль «Серп і Молот») — за одержання високого врожаю пшениці при виконанні колгоспами обов'язкових поставок і натуроплати за роботу МТС в 1947 році і забезпеченості насінням зернових культур для весняної сівби 1948 року[7].
- Орден Леніна (8.02.1944)[5].
- Орден Вітчизняної війни 2 ступеня (21.11.1991)[8].